# Myosotidium hortensia
Myosotidium hortensia (Decne.) Baill. – gatunek rośliny z monotypowego rodzaju Myosotidium z rodziny ogórecznikowatych (Boraginaceae). Występuje endemicznie na nowozelandzkich Wyspach Chatham.

## Rozmieszczenie geograficzne
Gatunek ten zaobserwowano na wyspach: Chatham, Pitt, South East Island, Mangere i większości mniejszych wysp archipelagu Chatham.

## Morfologia

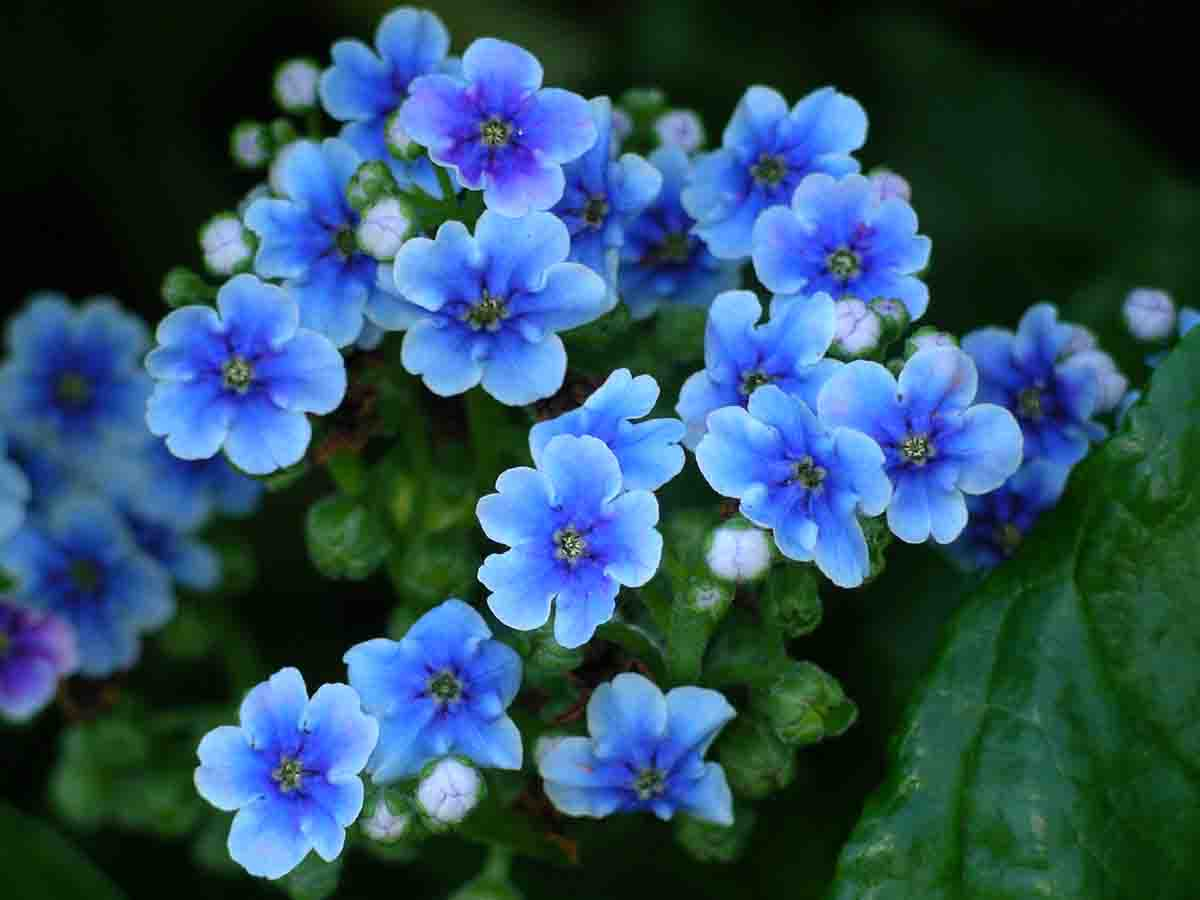
Kwiaty

PokrójŁodyga solidna, u dołu drewniejąca. Roślina osiąga do 1 m wysokości i 1–1,5 m szerokości. Korzenie ma mocne, cylindryczne, mięsiste, drewniejące z wiekiem.
LiścieOgonek liściowy ma długość 0,1–0,5 m. Jest rowkowany z wierzchu. Liście mają barwę od ciemnozielonej do żółtozielonej. Mają szerokojajowaty bądź sercowaty kształt. Są całobrzegie, grube i mięsiste. Z wierzchu są błyszczące i gładkie, natomiast od spodu są jaśniejsze, a ich powierzchnia jest równomiernie pokryta włoskami. Żyłki są widoczne – wcięte powyżej, wybrzuszone od spodu.
KwiatyZebrane w szczytowych wiechach na ulistnionych pędach. Średnica kwiatostanów wynosi 10–20 cm. Szypułka ma 10–15 mm długości. Posiada 5 działek kielicha. Mają one 1,8–4,5 mm długości i 2,0–2,5 mm szerokości, szerokoeliptyczny kształt z tępo zakończonym wierzchołkiem, są całobrzegie i pokryte włoskami. Korona kwiatu ma 12–15 mm średnicy. Posiada 5 płatków, które mają jasno- lub ciemnoniebieską barwę. Z wiekiem przebarwiają się na fioletowo, rzadziej na biało. Płatki mają 4,0–4,5 mm wysokości i 5,0–6,0 mm szerokości, na szczycie są zaokrąglone. Roślina kwitnie od września do listopada.
OwoceOrzechy o średnicy 10–15 mm. Nasiona mają odwrotnie jajowaty kształt i 7,5–9,0 mm długości. Łupina ma czarnobrązową barwę. Owocuje od października do maja.

## Biologia i ekologia
Roślina wieloletnia. Naturalnymi siedliskami nadmorskie klify, wychodnie skalne, piaszczyste i kamieniste plaże oraz skraje lasów przybrzeżnych.
Jest diploidem (2n=40-42).

## Systematyka
Pozycja według APweb (aktualizowany system APG IV z 2016)
Sklasyfikowany jest w podrodzinie Boraginoideae z rodziny ogórecznikowatych (Boraginaceae) w obrębie kladu różowych.
Jest gatunkiem monotypowym w obrębie rodzaju Myosotidium Hook. zacytowanym w Bot. Mag. 5137. 1 Sep 1859.

## Zagrożenia
Dawniej gatunek ten spotykano powszechnie na wybrzeżach wysp. Obecnie jego populacja została znacznie zredukowana do rozproszonych stanowisk. Spadek populacji nastąpił w wyniku działalności rolniczej, konkurencji ze strony gatunku zawleczonego – piaskownicy zwyczajnej – oraz z powodu żerowania zwierząt, takich jak bydło, konie, owce, świnie, szczury czy weki, które depczą, wykorzeniają lub jedzą rośliny tego gatunku. Zdarza się, że rośliny bywają przesadzane z naturalnych stanowisk do prywatnych ogrodów.